# Neotoxoptera violae
Neotoxoptera violae är en insektsart som först beskrevs av Theodore Pergande 1900.  Neotoxoptera violae ingår i släktet Neotoxoptera och familjen långrörsbladlöss. Enligt den finländska rödlistan är arten nära hotad i Finland. Artens livsmiljö är åsmoskogar. Inga underarter finns listade i Catalogue of Life.